# Bernard Chabert
Bernard Chabert ou (de) Bérard de Chabert (parfois Bernard-Chabert, Chaberti), mort à la fin de l'année 1235, est un prélat français du début du XIIIe siècle, originaire du Dauphiné, notamment archevêque d'Embrun, sous le nom Bernard Ier.

## Biographie

### Origines
Selon un manuscrit, les Antiquités du Briançonnais, reprise par la tradition, le Père jésuite Berard indique qu'il serait né à La Salle, à proximité de Briançon. Cette thèse est notamment retenue par la Gallia Christiana (1867) ou l'abbé Fillet, auteur d'une Notice chronologico-historique sur les archevêques d'Embrun (1901). L'auteur de la Gallia christiana (1867) indique que le nombre d'élèves fréquentant l'Université de Paris amène l'usage pour la désignation des étudiants l'association de « leur nom de baptême, et celui de leur propre pays […] c'est pourquoi notre prélat est connu sous le nom de Bernard-Chabert, ou des Chaberts, qui était le nom d'un vaste domaine appartenant à sa mère ». Selon cette même tradition, il appartiendrait à la famille noble Berard, bien que celle-ci ne soit mentionnée dans le Briançonnais qu'au début du XIVe siècle. Cette appartenance explique donc l'usage du nom Bernard Ier de Bérard de Chabert.
L'historien régionaliste Aristide Albert (1821-1903) indique, dans son ouvrage dédié aux personnalités du Briançonnais, que cette origine régionale est douteuse. Il souligne que le jésuite Berard a cherché à attacher ce personnage à la région sans apporter de preuves, toutefois cette idée s'est imposée et est devenue traditionnelle.
Le Père Marcellin Fornier, dans ses Ephémérides Dauphinoises, indique qu'il serait né à Romans, en Dauphiné. Les auteurs récents considèrent qu'il serait originaire du Dauphiné.
Les auteurs du Régeste genevois (1866) soulignaient en introduction de sa notice que « L'évêque Bernard est généralement appelé du nom de Chabert, mais les renseignements sur les premières années de sa vie ne sont pas établis d'une manière certaine ».

### Carrière ecclésiastique
Bernard Chabert étudie à l'université de Paris, la philosophie, la théologie et l'écriture sainte. Il est mentionné pour la première fois dans un document datant de l'année 1205 où il est dit chancelier de l'église de Paris,,.
Il obtient une provision pour le siège de Genève, en avril 1205, à la suite de la démission de Nantelme,.
Ces prédécesseurs ont eu à résister face aux prétentions des comtes de Genève, il doit désormais faire face à l'autre puissance régionale, la maison de Savoie. En 1211, il obtient du comte de Savoie, Thomas Ier, de renoncer à ses prétentions sur le diocèse,, notamment « le droit de percevoir les revenus de l'évêché en cas de vacance du siège épiscopal ». L'année suivante, il rencontre des tensions avec le sire de Faucigny, Aymon II, à propos des terres de Sallaz. Bernard Chabert obtient du sire qu'il le dédommage.
Proche du pape Innocent III,, il est élu archevêque d'Embrun vers 1212 ou l'année suivante,, à la suite de la mort de Raimond II. Bernard est élu par le Chapitre à l'unanimité. Son successeur sur le siège de Genève, Pierre Ier, dont l'élection sera contestée, permettra au comte de Savoie de revenir sur certains engagements.
Il participe au Quatrième concile du Latran, de 1215. Il se rend à Paris, aux côtés de Simon IV de Montfort, l'évêque de Toulouse, Folquet de Marseille et celui de Gap, Hugues II, où Simon obtient l'investiture royale des terres confisquées lors de la croisade des albigeois.

### Mort
Bernard Chabert meurt à la fin de l'année 1235,, le 30 novembre ou les 1er ou 2 décembre.
Il reçoit de la part de quelques auteurs religieux le titre de saint, s'appuyant sur la Gallia christiana.

## Héraldique
Bernard Chabert porteraient, selon la Gallia christiana : parti, au 1er, d'azur au lion d'or, au 2e de sable, à la panthère d'argent. Ces armes appartiennent à la famille noble Berard.

### Régeste genevois
1. 1 2 3  Régeste genevois, 1866, p. 136 (lire en ligne).

### Autres références
1. 1 2 3 4 5 6 7  Thierry Pécout, « Épiscopat et papauté en Provence : une refondation », Cahiers de Fanjeaux, no 50,‎ 2015, p. 419-452 (lire en ligne).
2. 1 2 3 4 5 6 7 8 9 10  Honoré Fisquet, La France pontificale (Gallia christiana) : Histoire chronologique et biographique des archevêques et évêques de tous les diocèses de France depuis l'établissement du christianisme jusqu'à nos jours, divisée en divisée en 18 provinces ecclésiastiques (vol.20 ), Métropole d'Aix. Aix, Arles, Embrun (seconde partie), Paris, E. Repos, 1867 (lire en ligne), p. 861-868.
3. ↑  Louis Fillet, Notice chronologico-historique sur les archevêques d'Embrun, Grenoble, 1901 (lire en ligne), p. 20-21.
4. 1 2  Gustave de Rivoire de La Bâtie, Armorial de Dauphiné contenant les armoiries figurées de toutes les familles nobles et notables de cette province, accompagnées de notices généalogiques complétant les nobiliaires de Chorier et de Guy Allard, Lyon, Imprimerie Louis Perrin (réimpr. 1969 (Allier - Grenoble)) (1re éd. 1867), 821 p. (lire en ligne), p. 64-65.
5. 1 2 3 4  Aristide Albert, Biographie bibliographie du Briançonnais, canton de Briançon, 1895 (lire en ligne), p. 9-12.
6. 1 2 3 4 5  Diocèse, 1985, p. 43 (lire en ligne).
7. 1 2 3 4 5 6  Claire Martinet, « Bernard Chabert » dans le Dictionnaire historique de la Suisse en ligne, version du 5 septembre 2003.
8. 1 2 3 4 5  Matthieu de La Corbière, Martine Piguet, Catherine Santschi, Terres et châteaux des évêques de Genève. Les mandements de Jussy, Peney et Thiez des origines au début du XVIIe siècle, Annecy/Genève, Académie salésienne - Archives d'État, 2001, 465 p. (lire en ligne), p. 50.